# Gül (disegno)

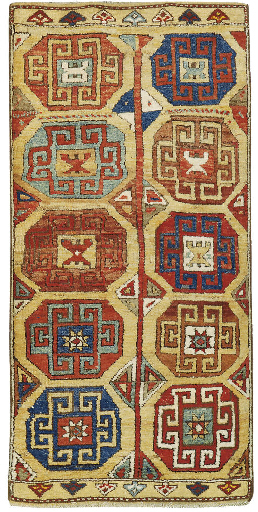
Konya, tappeto del XVIII secolo con disegno Memling gül. C'è una fila di amuleti triangolari, motivi kilim (Muska) in alto e in basso; ciascuno dei quattro gül inferiori ha un motivo a stella (Yıldız) al centro.

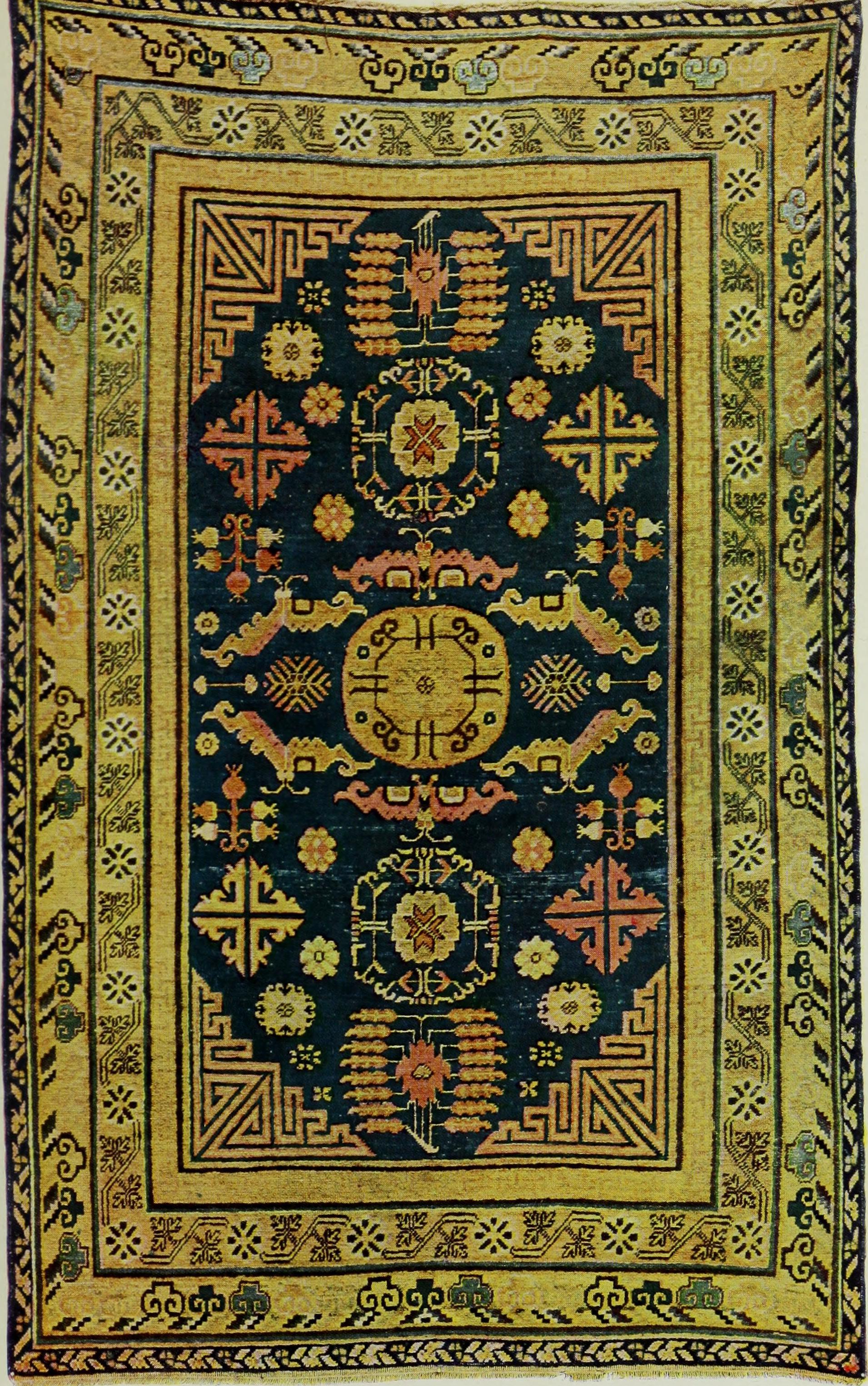
Tappeto turkmeno con 3 medaglioni gül centrali.

Un gül (scritto anche gol, göl e gul) è un elemento di disegno, a forma di medaglione, tipico dei tappeti tradizionali, tessuti a mano, nell'Asia centrale e occidentale. Nelle tessiture turkmene è spesso ripetuto per formare il disegno nel campo principale.

## Forma
I gül erano storicamente descritti in Occidente come motivi del piede di elefante. Altre supposizioni occidentali sostenevano che il gul era un disegno di una tenda turkmena rotonda, con linee tra le tende che rappresentavano i canali di irrigazione; o che l'emblema fosse un totem uccello. Nessuna di queste descrizioni ha alcuna base per tessere tradizione o cultura. sono medaglioni, spesso ottagonali, e spesso un po' spigolosi su un piano generalmente ottagonale, sebbene possano essere un po' arrotondati all'interno dei vincoli della tessitura del tappeto, e alcuni sono a forma di losanga (rombo). Di solito hanno una duplice simmetria rotazionale o simmetria a specchio (spesso sia sinistra che destra, sia su che giù).
I gül erano storicamente descritti in Occidente come motivi del piede di elefante. Altre supposizioni occidentali sostenevano che il gül era un disegno di una tenda turkmena rotonda, con linee tra le tende che rappresentavano i canali di irrigazione, o che fosse un emblema totemico a forma di uccello. Nessuna di queste descrizioni ha alcuna base per essere considerata tradizionale o culturale.

## Etimologia
Il termine gul, gol, göl o gül è ampiamente utilizzato in tutta l'Asia centrale e occidentale e tra gli specialisti di tappeti occidentali. Può derivare dalla parola persiana gol, che significa fiore o rosa, o dal turco gül che ha lo stesso significato.

## Uso
Nei tessuti turkmeni, come borse e tappeti, i gül sono spesso ripetuti per formare il fondo del tappeto  (esclusi i bordi).
Le tribù turkmene come Tekke, Salor, Ersari e Yomut utilizzavano una notevole varietà di gül, alcuni antichi, ma i disegni erano spesso usati da più di una tribù e dai non turkmeni.
Gli autori occidentali hanno usato il confronto tra il "vocabolario di disegno" di gül tribali, riprodotto su tappeti tradizionali, per studiare l'etnogenesi dei popoli asiatici.

## Nella cultura occidentale

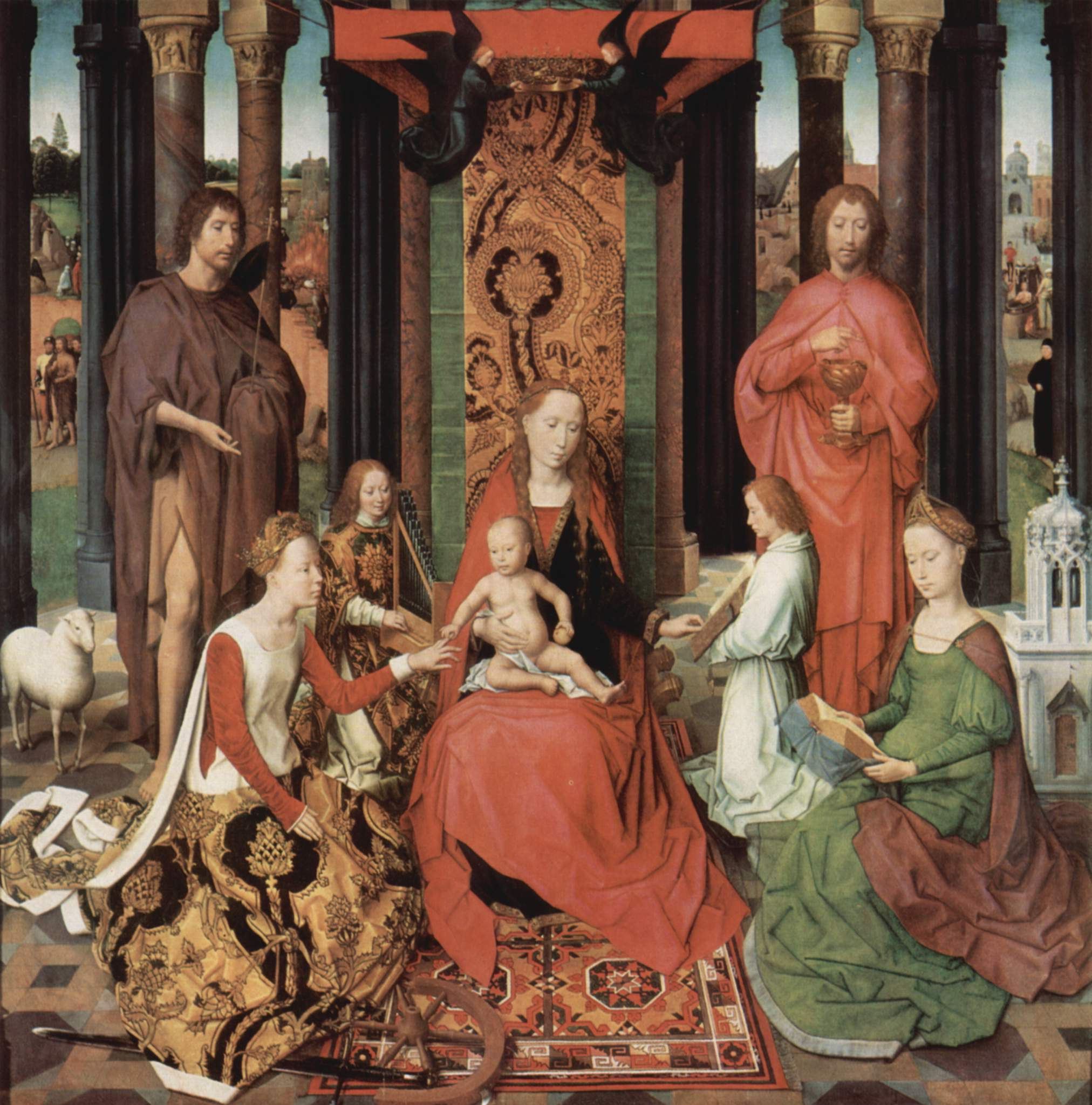
Trittico di Hans Memling, 1479, con un tappeto a fantasia gul ai piedi della Vergine

Artisti occidentali tra cui Hans Memling dipinsero tappeti orientali dall'Anatolia turca con gül in molti dei loro dipinti, per cui questi sono ora noti come tappeti Memling. Questi gül contengono spesso stelle o draghi uncinati o motivi Kilim presenti nei tappeti del XV secolo (Konya). La presenza di un motivo uncinato determina il "tappeto Memling". I pittori Lorenzo Lotto e Hans Holbein il Giovane raffigurato i tappeti anatolici, anche le varietà che dipinsero con il loro nome.